# Săndulești (okręg Ardżesz)
Săndulești – wieś w Rumunii, w okręgu Ardżesz, w gminie Cotmeana. W 2011 roku liczyła 43 mieszkańców.